# Triatominae
Els triatomins (Triatominae) són una subfamília d'insectes pertanyents a la família dels redúvids (Reduviidae), dins de l'ordre dels hemípters (Hemiptera). Es tracta d'insectes nocturns hematòfags que s'alimenten de sang de vertebrats i, en determinats casos, també d'invertebrats. Es coneixen fins a 139 espècies de triatomins, la majoria distribuïdes per tota Amèrica i, en menor proporció, a l'Àfrica, Àsia i Austràlia.
Totes les espècies de triatomins poden actuar com a vectors potencials de la malaltia de Chagas: el paràsit (Trypanosoma cruzi) és transportat del vertebrat a l'insecte a través de la sang, i del insecte a la sang a través de les femtes (mitjançant el reflex defecatori o defecació postpandrial).